# Parchi nazionali della Svezia
La rete dei Parchi nazionali della Svezia, gestita dall'Agenzia di protezione ambientale svedese (in svedese: Naturvårdsverket), comprende 30 parchi nazionali in Svezia.
I primi parchi sono stati istituiti nel 1909 grazie alla promulgazione di una legge apposita. L'obiettivo era quello di creare un certo numero di parchi nazionali che rappresentasse le peculiarità di tutte le diverse regioni della Svezia. L'ultimo parco nazionale istituito è quello di Åsnen, inaugurato nel 2018.
L'Area lappone, un'area di 9.600 chilometri quadrati situata nella Lapponia svedese, è stata inserita nel 1996 fra i Patrimoni dell'umanità dell'UNESCO. Il 95% di questa regione è protetta e ricade nei territori del Parco nazionale Muddus, del Parco nazionale Padjelanta, del Parco nazionale Sarek e del Parco nazionale Stora Sjöfallet.
Anche il parco nazionale Skuleskogen dal 2000 si trova all'interno di un territorio dichiarato patrimonio dell'umanità: l'Höga kusten, ossia la parte della costa svedese affacciata sul Golfo di Botnia.
Tra il 2009 e il 2013 l'Agenzia di protezione ambientale svedese ha pianificato l'istituzione di altri nuovi parchi nazionali, anche se i tempi sono ancora indefiniti: il parco nazionale Bästeträsk, il parco nazionale Blaikfjället, il parco nazionale Kebnekaise, il parco nazionale Tavvavuoma, il parco nazionale Vålådalen-Sylarna, il parco nazionale Västra Åsnen, il parco nazionale Nämdöskärgården, il parco nazionale Koppången National, il parco nazionale Reivo, il parco nazionale Rogen-Juttulslätten, il parco nazionale Sankt Anna e il parco nazionale Vindelfjällen.

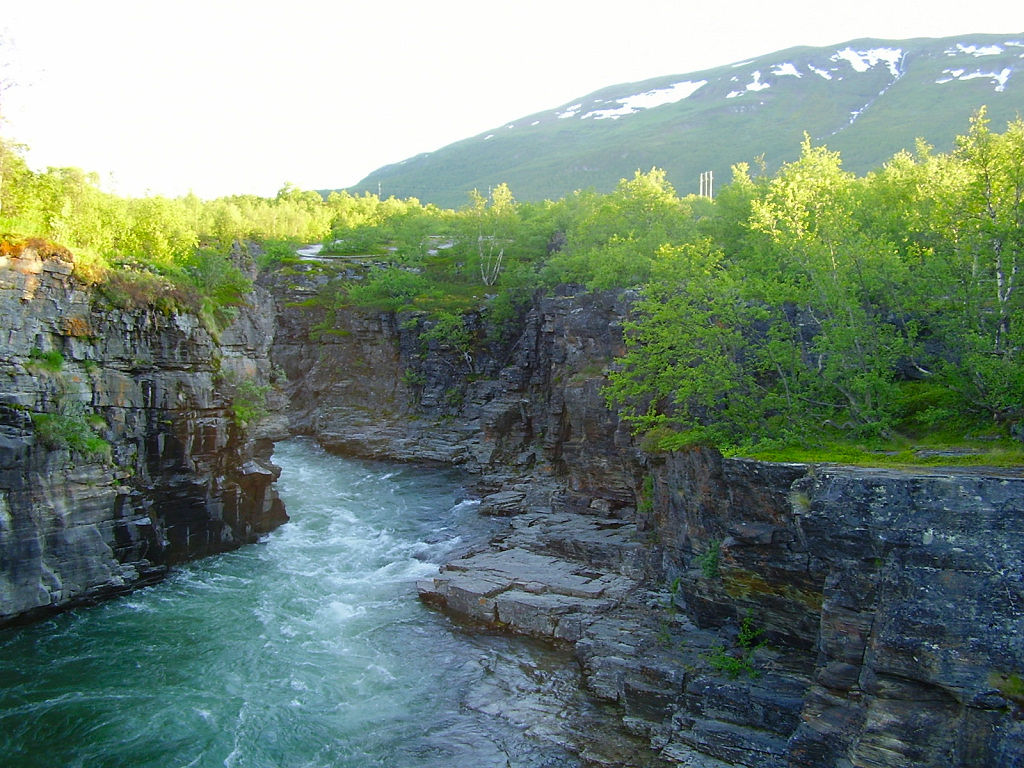
Il Parco nazionale Abisko, istituito nel 1909, è stato uno dei primi parchi nazionali svedesi

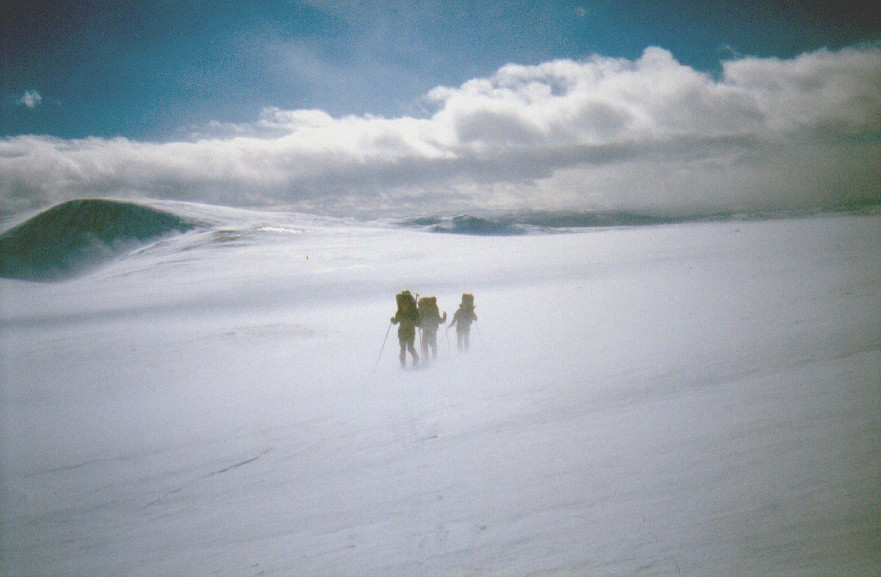
Il Parco nazionale Sarek ricade nell'area lappone, dichiarata Patrimonio dell'umanità dell'UNESCO nel 1996.

| Nome                                 | Luogo                                                           | Anno di istituzione |
| ------------------------------------ | --------------------------------------------------------------- | ------------------- |
| Parco nazionale Abisko               | Contea di Norrbotten                                            | 1909                |
| Parco nazionale Ängsö                | Contea di Stoccolma                                             | 1909                |
| Parco nazionale Björnlandet          | Contea di Västerbotten                                          | 1991                |
| Parco nazionale Blå Jungfrun         | Contea di Kalmar                                                | 1926                |
| Parco nazionale Dalby Söderskog      | Contea della Scania                                             | 1918                |
| Parco nazionale Djurö                | Contea di Västra Götaland                                       | 1991                |
| Parco nazionale Farnebofjärden       | Contea di Dalarna, Contea di Gävleborg, e Contea di Västmanland | 1998                |
| Parco nazionale Fulufjället          | Contea di Dalarna                                               | 2002                |
| Parco nazionale Garphyttan           | Contea di Örebro                                                | 1909                |
| Parco nazionale Gotska Sandön        | Contea di Gotland                                               | 1909                |
| Parco nazionale Hamra                | Contea di Gävleborg                                             | 1909                |
| Parco nazionale Arcipelago Haparanda | Contea di Norrbotten                                            | 1995                |
| Parco nazionale Kosterhavet          | Contea di Västra Götaland                                       | 2009                |
| Parco nazionale Muddus               | Contea di Norrbotten                                            | 1942                |
| Parco nazionale Norra Kvill          | Contea di Kalmar                                                | 1927                |
| Parco nazionale Padjelanta           | Contea di Norrbotten                                            | 1962                |
| Parco nazionale Pieljekaise          | Contea di Norrbotten                                            | 1909                |
| Parco nazionale Sånfjället           | Contea di Jämtland                                              | 1909                |
| Parco nazionale Sarek                | Contea di Norrbotten                                            | 1909                |
| Parco nazionale Skuleskogen          | Contea di Västernorrland                                        | 1984                |
| Parco nazionale Söderåsen            | Contea della Scania                                             | 2001                |
| Parco nazionale Stenshuvud           | Contea della Scania                                             | 1986                |
| Parco nazionale Stora Sjöfallet      | Contea di Norrbotten                                            | 1909                |
| Parco nazionale Store Mosse          | Contea di Jönköping                                             | 1989                |
| Parco nazionale Tiveden              | Contea di Örebro, Contea di Västra Götaland                     | 1983                |
| Parco nazionale Töfsingdalen         | Contea di Dalarna                                               | 1930                |
| Parco nazionale Tresticklan          | Contea di Västra Götaland                                       | 1996                |
| Parco nazionale Tyresta              | Contea di Stoccolma                                             | 1993                |
| Parco nazionale Vadvetjåkka          | Contea di Norrbotten                                            | 1920                |